# Kościół św. Stanisława Biskupa w Warszawie
Kościół św. Stanisława Biskupa, zwyczajowo kościół św. Wojciecha – kościół znajdujący się przy ulicy Wolskiej 76 w dzielnicy Wola w Warszawie.

## Historia

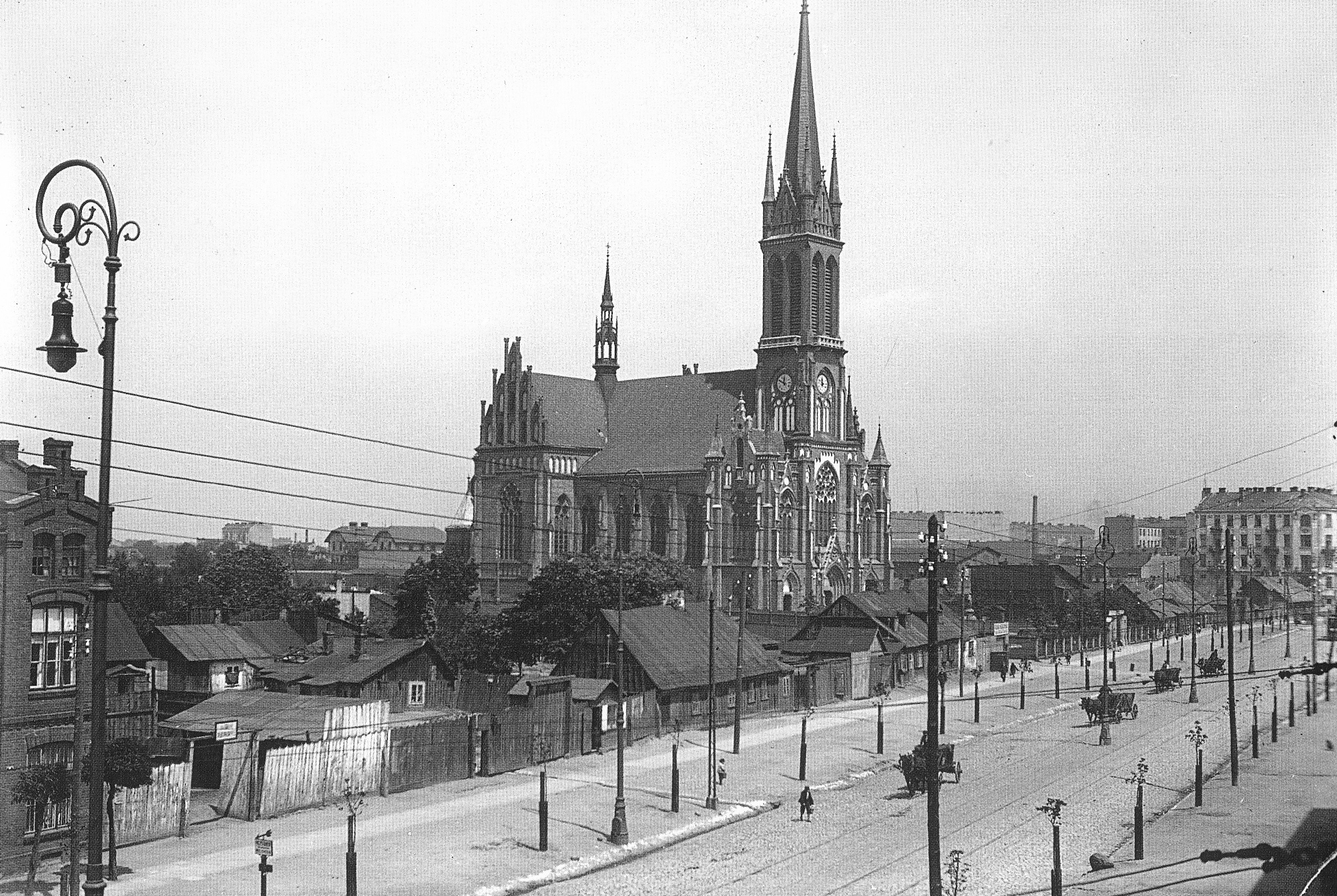
Świątynia przed 1939 rokiem

Prace nad budową kościoła w stylu gotyku nadwiślańskiego rozpoczęto w czerwcu 1898 według projektu Józefa Piusa Dziekońskiego. Z uwagi na wielkość parafii oraz trudności z uzyskiwaniem od władz rosyjskich pozwoleń na wznoszenie kościołów rzymskokatolickich, od początku planowano zbudowanie świątyni  o jak największej powierzchni. Uroczyste otwarcie kościoła nastąpiło 8 lipca 1903. 
W czerwcu 1925 nastąpił pożar kościoła w wyniku zwarcia przewodów elektrycznych – spłonęły chór, organy i część wieży.
1 kwietnia 1927 dekretem ks. kard. Aleksandra Kakowskiego powołano parafię św. Wojciecha. Pierwszym proboszczem parafii został ks. Wacław Murawski.
Świątynia została uszkodzona podczas obrony Warszawy w 1939. Podczas powstania warszawskiego w 1944 kościół stał się obozem przejściowym dla ewakuowanych mieszkańców stolicy. 8 sierpnia 1944 za pomoc udzieloną więźniom obozu rozstrzelano księży wikariuszy: Stanisława Mączka i Stanisława Kuleszę oraz rezydenta ks. Romana Ciesiołkiewicza. Na przykościelnym cmentarzu odbywały się zbiorowe egzekucje przeprowadzane przez Niemców.
W latach 1959–1969 odnowiono wnętrze. W 1965 roku świątynia została wpisana do rejestru zabytków.
31 maja 1966 kard. Stefan Wyszyński konsekrował kościół.
W latach 90. XX wieku wykonano polichromie wewnątrz transeptu oraz nowe witraże.
26 stycznia 1997 w świątyni złożono sprowadzone z Gniezna przyznane jej relikwie świętego Wojciecha.
Od 16 października 2006 w Kaplicy Pamięci Narodowej, w lewej nawie kościoła, znajduje się symboliczny grób papieża Jana Pawła II, którego pomysłodawcą był ówczesny wikariusz parafii ks. Mariusz Brzostek. W płycie, pod szkłem, umieszczony jest fragment pasa od sutanny Ojca św., podarowany parafii staraniem proboszcza ks. prałata Wojciecha Łagowskiego, przez osobistego sekretarza papieża kardynała Stanisława Dziwisza. Widoczny jest również dokument, podpisany przez kardynała, potwierdzający tę darowiznę.

## Architektura
Budynek kościoła znajduje się na północny wschód od skrzyżowania ulicy Sokołowsiej z ulicą Wolską. Świątynia nie jest orientowana, wejście znajduje się od strony południowej. 
Kościół jest zbudowany na planie krzyża łacińskiego. Jest trójnawową halą z jednoprzęsłowym transeptem. Nawa główna nieznacznie góruje nad nawami bocznymi, od których oddzielona jest okrągłymi filarami posadowionymi na ośmiobocznych cokołach. Z przodu hali znajduje się smukła wieża o kwadratowej podstawie, wykończona ośmioboczną iglicą. Zarówno korpus budynku, jak transept i prezbiterium kryte są dachami dwuspadowymi.
Kościół zbudowany jest z cegły ceramicznej, krytej tynkami wapienno-cementowymi. Zewnętrzna elewacja jest ceglana, tynkowana jedynie miejscami. We wnętrzu znajduje się murowana ambona. Nad kruchtą znajduje się empora nadwieszająca się nad główną nawą. Posadzkę wykonano z kamienia w trzech odmianach barwnych.